# Герхард Шуленбург
Герхард Шуленбург (на немски: Gerhard Schulenburg) е бивш германски футболен съдия. Роден е на 11 октомври 1926 г. в Хамбург, починал на 26 март 2013 г. в Лаатцен.
Първоначално играе футбол, но на 23 години става съдия през 1949 г. в следвоенен Хамбург, когато за трети път заболява от жълтеница, а лекарите му забраняват да се състезава активно. През 1953 г. започва да свири в Оберлига Север, най-високото ниво на германския футбол по това време. В периода 1963 – 1974 г. ръководи 105 мача в Първа Бундеслига. В продължение на 14 години до достигане до пределната за съдия възраст през 1974 г. е и международен съдия на ФИФА, като свири 98 мача на такова ниво. Връх на кариерата му са ръководенето на мачове от Олимпийския футболен турнир през 1972 г. (Иран-Бразилия (1:0)) и Световното първенство през 1974 г. (Заир-Шотландия (0:2)), както и финалния мач реванш за Купата на панаирните градове през сезон 1967/1968 (Ференцварош-Лийдс (0:0)) три финала за Купата на Германия през 1959, 1966 и 1970 г. (рекорд по този показател заедно с Алберт Душ) и финалния мач за определяне шампиона на Германия през 1961 г. Освен това свири при победата на България над Италия (3:2) на първия мач от четвъртфинала на Евро 1968.